# Fjervægt
Fjervægt er en af de klassiske vægtklasser, og var oprindeligt placeret over bantamvægt og under letvægt. I dag ligger fjervægt over super-bantamvægt og under junior-letvægt (også kaldet super-fjervægt). 
I professionel boksning er vægtgrænsen for fjervægt 126 engelske pund (57,153 kilogram) og for amatører (kvinder og ungdomsboksere) 57 kg.
Fjervægt benyttes også som vægtklasse i andre sportsgrene end boksning, men har da andre definitioner.

## Fjervægt i professionel boksning
Vægtgrænsen i professionel fjervægt er i dag 126 pund, men grænsen har tidligere været placeret anderledes. Oprindeligt var vægtgrænsen i USA 114 pund, men i slutningen af 1800-tallet bevægede grænsen sig op til 120 pund og senere 124 pund. I 1920 udgjorde grænsen i USA 126 pund, der siden har været den faste grænse. I England har grænsen altid været 126 pund. 
Det er omstridt, hvornår den første kamp om verdensmesterskabet i fjervægt blev afviklet. En kamp mellem Nobby Clark og Jim Elliott i 1860 angives at have været den første VM-kamp, men generelt anses Ike Weir at have bokset den første VM-kamp. Weir anså sig selv som mester i 1887 efter en kamp mod Jack Farell, og senere kampe mod Tommy Warren (1887) og mod Frank Murphy (1889) anses generelt som havende været om VM-titlen. Kampene blev dog udkæmpet med den daværende vægtgrænse på 120 pund.
Den første EM-kamp om titlen i fjervægt blev afholdt i 1911 med Young Joey Smith som sejrherre. Den første danske europamester i professionel boksning Knud Larsen vandt i 1929 titlen i fjervægt.
Inden for professionel boksning anses Abe Attell, Willie Pep, Sandy Saddler og Kid Chocolate generelt som værende blandt de mest fremtrædende gennem tiderne. Henry Armstrong vandt titlen i 1937, og holdt denne samtidig med, at han var mester i letvægt og weltervægt.

## Fjervægt i amatørboksning
Fjervægt har været en af de klassiske vægtklasser i amatørbokning. Siden de første moderne Olympiske lege i St. Louis 1904, har der været kæmpet i fjervægt, men ved en ændring af det internationale amatørbokseforbunds vedtægter i 2010 udgik fjervægt for mandlige amatører og ungdomsboksere på 17 år og derover. Fjervægt benyttes dog fortsat for kvinder og ungdomsboksere. 
Ved de første danske mesterskaber i boksning i 1915 var fjervægt en af de i alt 5 vægtklasser, hvor der blev kåret en dansk mester. Klassen blev vundet af  Frithiof Hansen. Af fremtrædende danske mestre i fjervægt har været den senere olympisk mester i 1924 i Letvægt Hans Nielsen (1920), Anders "Vidunderbarnet" Petersen (1919 og 1921), Hirsch Demsitz (1934), Erik Sørensen (1936-39), Helge Rasmussen (1941, 1943 og 1945), Svend Wad (1946), Børge Krogh (1959-61), Hans Henrik Palm (1975), Lars Lund Jensen (1985-86) og Jimmi Bredahl (1987 og 1989).

### Olympiske mestre
Første olympiske mester i fjervægt var Oliver Kirk, der tillige vandt OL-guld i bantamvægt ved samme OL. 
- 1904 –  Oliver Kirk
- 1908 –  Richard Gunn
- 1920 –  Paul Fritsch
- 1924 –  Jackie Fields
- 1928 –  Bep van Klaveren
- 1932 –  Carmelo Robledo
- 1936 –  Oscar Casanovas
- 1948 –  Ernesto Formenti
- 1952 –  Jan Zachara
- 1956 –  Vladimir Safronov
- 1960 –  Francesco Musso
- 1964 –  Stanislav Stepashkin
- 1968 –  Antonio Roldán
- 1972 –  Boris Kuznetsov
- 1976 –  Ángel Herrera
- 1980 –  Rudi Fink
- 1984 –  Meldrick Taylor
- 1988 –  Giovanni Parisi
- 1992 –  Andreas Tews
- 1996 –  Somluck Kamsing
- 2000 –  Bekzat Sattarkhanov
- 2004 –  Alexei Tichtchenko
- 2008 –  Vasyl Lomachenko